# Kochinda
Kochinda là một thị xã và là nơi đặt ủy ban khu vực quy hoạch (notified area committee) của quận Sambalpur thuộc bang Orissa, Ấn Độ.

## Địa lý
Kochinda có vị trí 21°44′B 84°21′Đ / 21,73°B 84,35°Đ Nó có độ cao trung bình là 220 mét (721 feet).

## Nhân khẩu
Theo điều tra dân số năm 2001 của Ấn Độ, Kochinda có dân số 13.584 người. Phái nam chiếm 51% tổng số dân và phái nữ chiếm 49%. Kochinda có tỷ lệ 66% biết đọc biết viết, cao hơn tỷ lệ trung bình toàn quốc là 59,5%: tỷ lệ cho phái nam là 71%, và tỷ lệ cho phái nữ là 60%. Tại Kochinda, 12% dân số nhỏ hơn 6 tuổi.